# 上台增二
天貓座26，又名BD+47 1499，HD 64144、SAO 42058、HR 3066，是天貓座的一颗恒星，视星等为5.45，位于銀經171.5，銀緯30.02，其B1900.0坐标为赤經7h 47m 25.9s，赤緯+47° 30.02′ 26″。